# Alexandersäule (Rostow am Don)

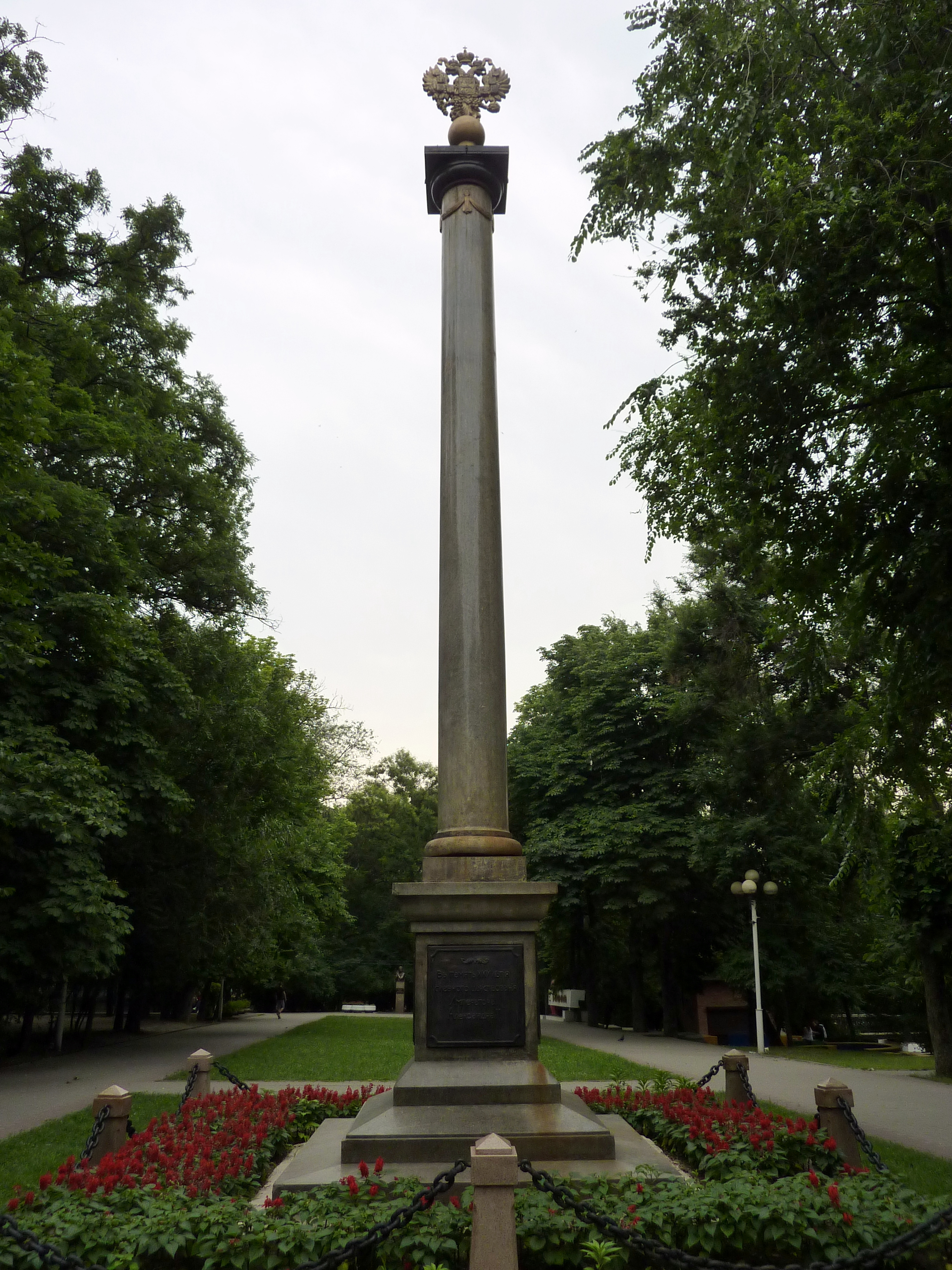
Die Alexandersäule in Rostow am Don

Die Alexandersäule (Russisch: Александровская колонна, Aleksandrowskaja kolonna) ist ein Denkmal in Rostow am Don in Russland. Sie wurde 1894 zu Ehren der 25-jährigen Regierungszeit von Kaiser Alexander II. im damals selbstständigen Nachitschewan am Don errichtet.
Am 18. September 1894 wurde die Säule eingeweiht, der umgebende Park wurde aus diesem Anlass zum Alexander-Park (heute der Witja-Tscherewitschkin-Park).
Die elf Meter hohe Alexandersäule besteht aus einem durch den Doppeladler gekrönten Monolithen aus Granit auf einem quadratischen Sockel. An zwei Seiten des Sockels sind Gedenktafeln mit der Aufschrift: In Erinnerung an die 25-jährige glorreiche Regierungszeit Kaisers Alexander II. (Въ память XXV лѣтія славнаго царствованія Императора Александра II) und Die armenische Gemeinde von Nachitschewan am Don 25·IX·1894 (Отъ Нахичеванскаго на Дону армянскаго общества 25·IX·1894) angebracht.
Nach der russischen Revolution ist die Säule das einzige zaristische Denkmal, das nicht zerstört wurde. Lediglich der Adler und die Gedenktafeln wurden entfernt. 1994 wurde die Alexandersäule in ihren ursprünglichen Zustand zurückversetzt.

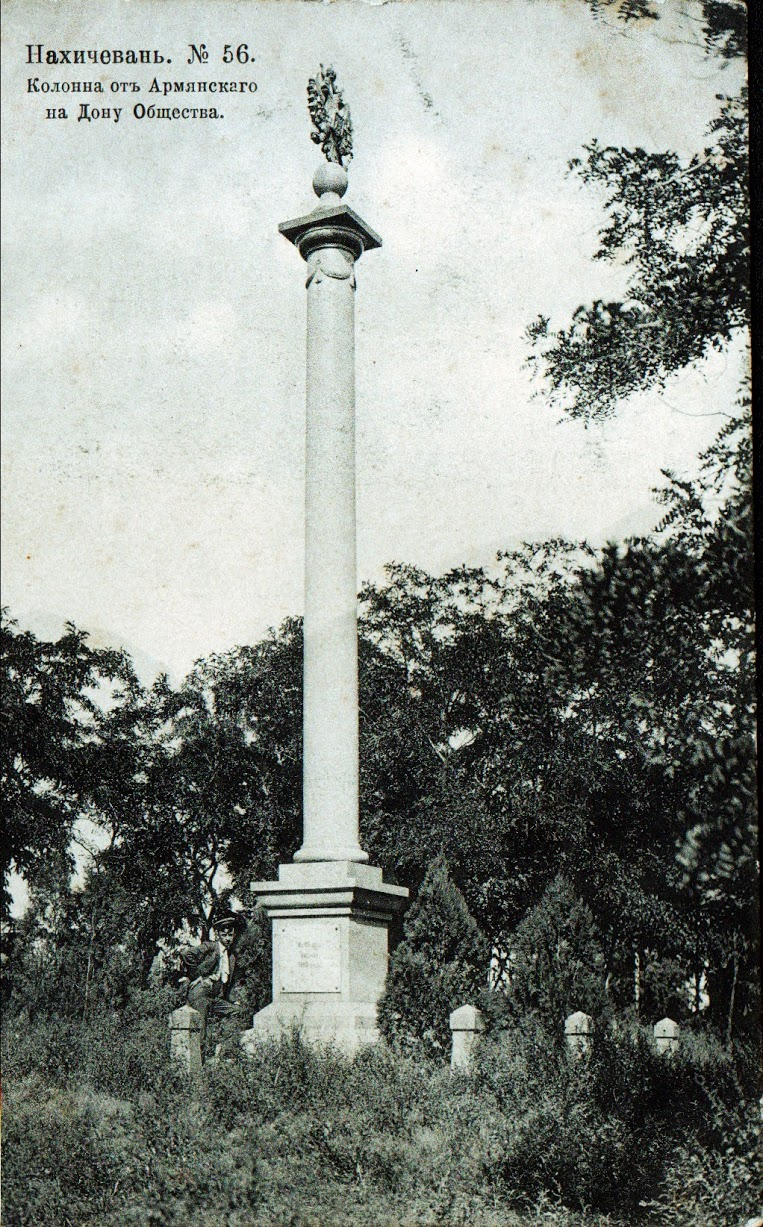
Die Alexandersäule 1907
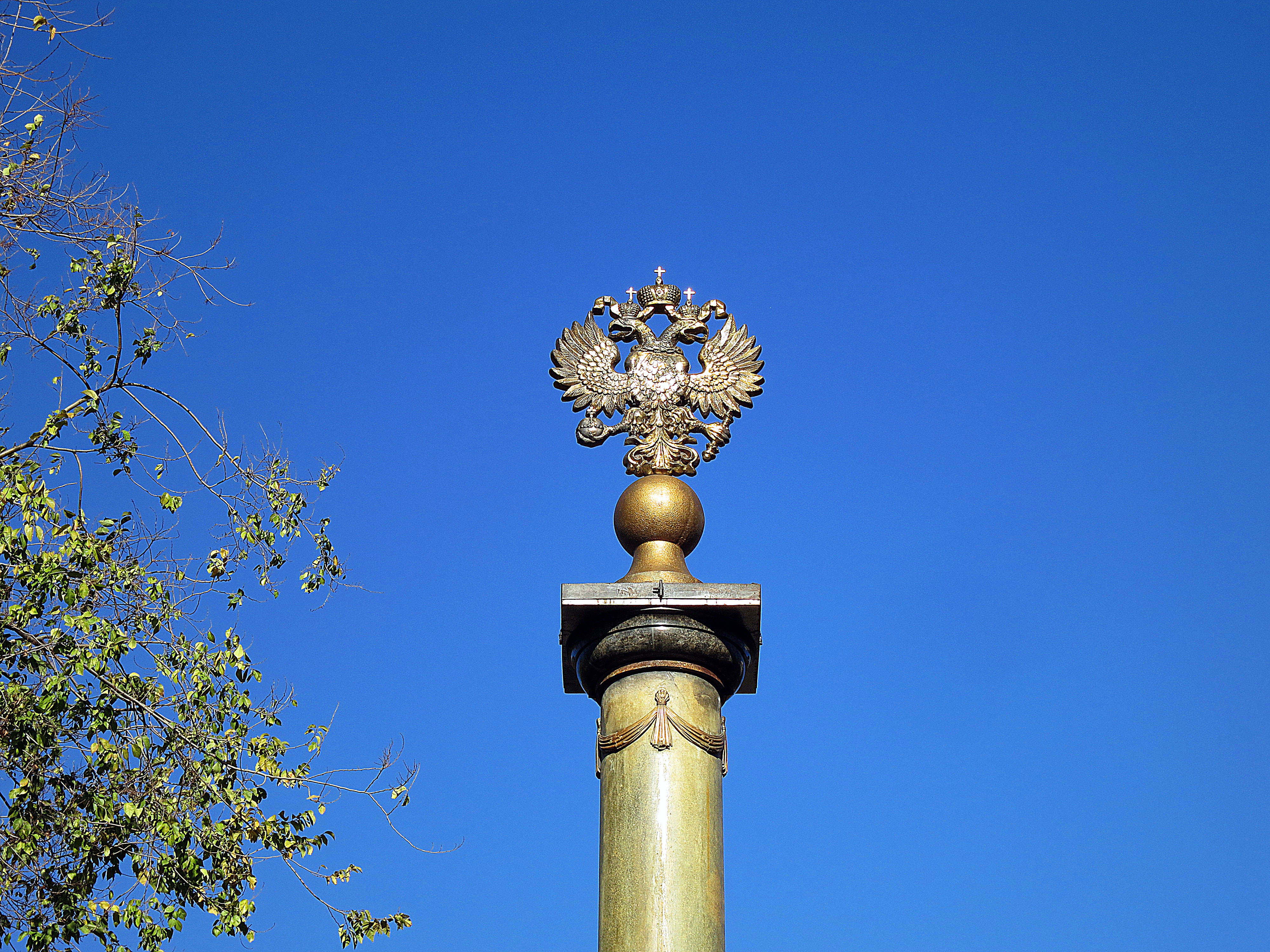
Der kaiserliche Adler
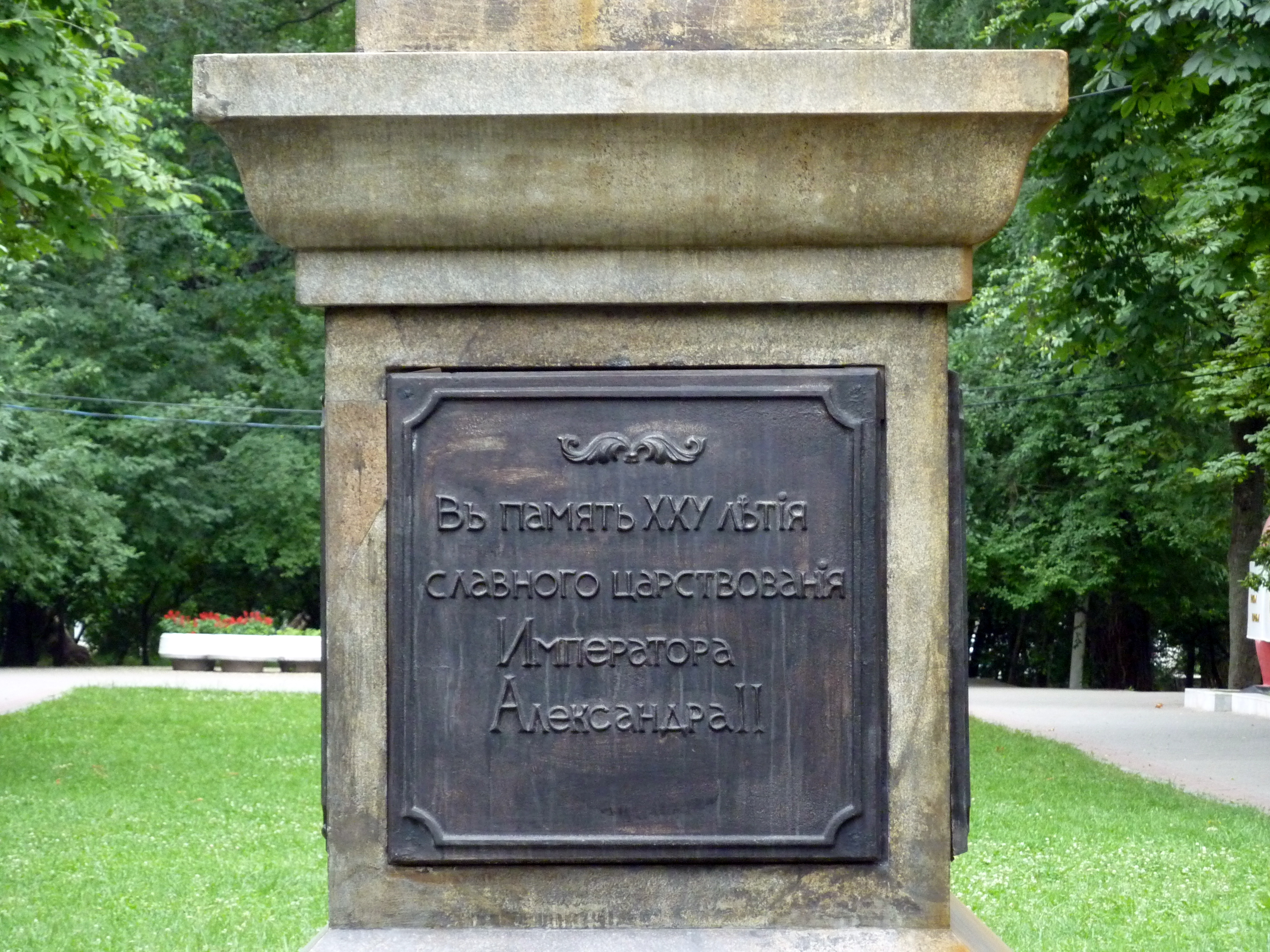
Gedenktafel am Sockel
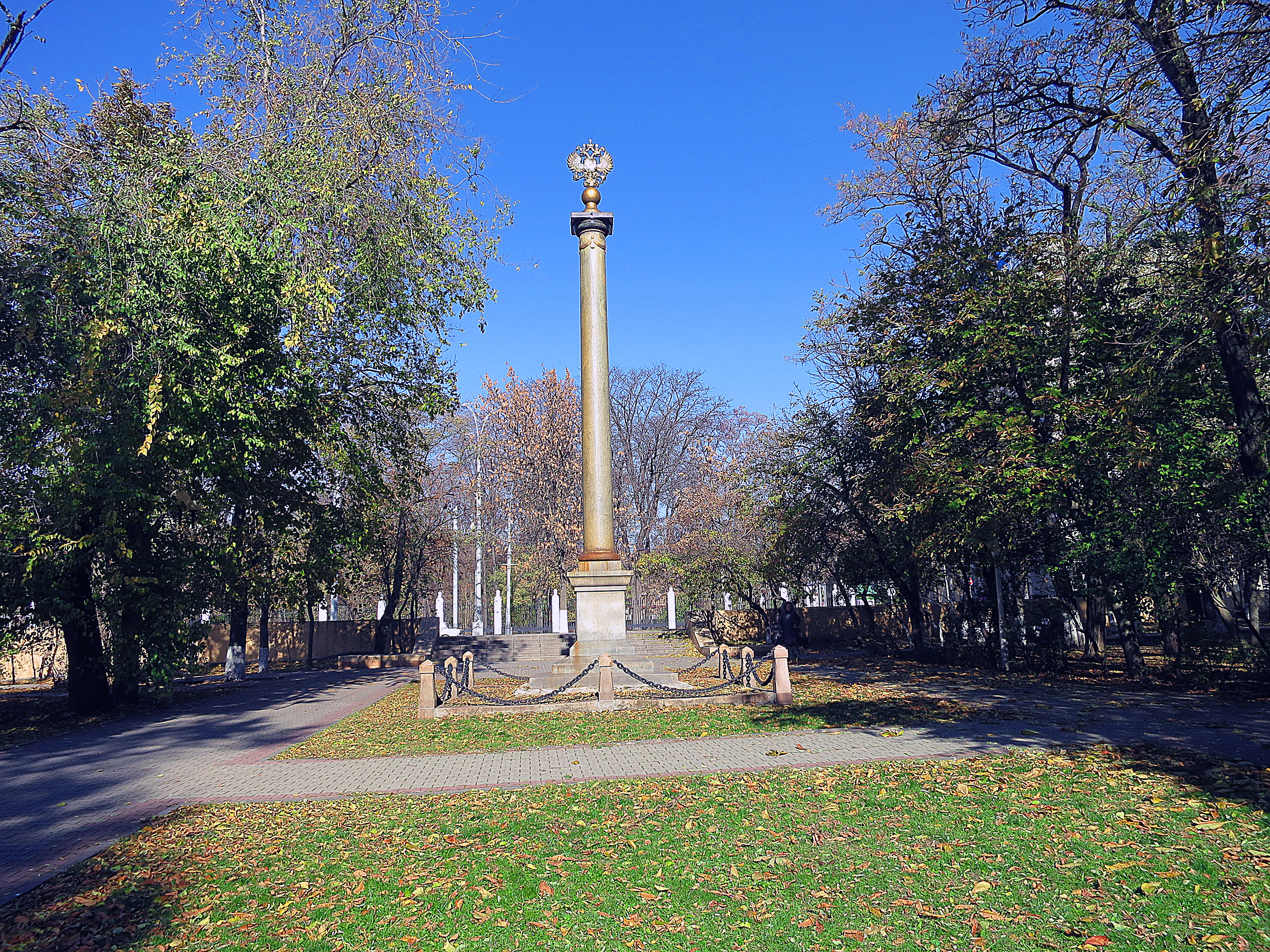
Gesamtansicht